# Ludwig Binswanger
Ludwig Binswanger (Kreuzlingen, 13 de Abril de 1881 — Kreuzlingen, 5 de fevereiro de 1966) foi um psiquiatra suíço pioneiro na área da Psicologia fenomenológica-existencial. É um dos criadores da Daseinsanalyse.

## Biografia
Nasceu em uma família de médicos famosos. Seu avô homônimo, Ludwig Binswanger der Ältere (1820 - 1880), foi o fundador do "Bellevue Sanatorium" em Kreuzlingen.
Seu tio Otto Ludwig Binswanger (1852 - 1929) foi um famoso neurologista e psiquiatra suíço, professor de psiquiatria na Universidade de Jena.
Em 1907 Binswanger formou-se em medicina pela Universidade de Zurique e ainda jovem trabalhou e estudou com alguns dos psicólogos mais destacados de sua época, como Carl Jung, Eugen Bleuler e Sigmund Freud. Apesar de suas discordâncias em relação às teorias psiquiátricas de Freud, Binswanger manteve sua amizade com ele até sua morte em 1939.
De 1911 a 1956, Binswanger foi o diretor da área médica do Sanatório de Kreuzlingen.
Seu trabalho recebeu uma grande influência da filosofia existencial, especialmente das obras dos filósofos Martin Heidegger e Edmund Husserl. A partir de seus estudos sobre fenomenologia, Binswanger distanciou-se da psicanálise e deu início na década de 1930 a uma nova metodologia terapeutica. Em 22 de setembro de 1950 apresentou esta proposta com o nome de Daseinsanalyse no Primeiro Congresso Internacional de Psiquiatria realizado em Paris
Binswanger é considerado o primeiro médico a combinar psicoterapia com existencialismo, teoria que expôs em 1942 no livro Grundformen und Erkenntnis menschlichen Daseins.

## Obras
- 1922: Einführung in die Probleme der allgemeinen Psychologie. Berlin
- 1928: Wandlungen in der Auffassung und Deutung des Traumes. Berlin
- 1930: Traum und Existenz
- 1933: Über Ideenflucht. Zurique
- 1942: Grundformen und Erkenntnis menschlichen Daseins. Zurique
- 1946: Über Sprache und Denken. Basel
- 1949: Henrik Ibsen und das Problem der Selbstrealisation in der Kunst. Heidelberg
- 1956: Erinnerungen an Sigmund Freud. Bern
- 1956: Drei Formen missglückten Daseins. Verstiegenheit, Verschrobenheit, Manieriertheit. Tübingen
- 1957: Schizophrenie. Pfullingen
- 1957: Der Mensch in der Psychiatrie. Pfullingen
- 1960: Melancholie und Manie. Phänomenologische Studien. Pfullingen
- 1965: Wahn. Pfullingen